# Gonzalo Godoy
Gonzalo Damián Godoy Silva (Montevideo, 17 gennaio 1988) è un calciatore uruguaiano, difensore del Villa Española.

## Palmarès

### Club

#### Competizioni nazionali
- Liguilla Pre-Libertadores de América: 1

Cerro: 2008-2009
- Campionato uruguaiano: 1

Nacional: 2010-2011
- Campionato peruviano: 1

Alianza Lima: 2017